# Грудинин, Мефодий Иванович
Груди́нин Мефодий Ива́нович (24 июня 1929, Грудинино, Иркутский район, Иркутский округ, Сибирский край, РСФСР, СССР — 13 марта 2024, Иркутск, Россия) — доктор геолого-минералогических наук, профессор кафедры динамической геологии Иркутского госуниверситета, ведущий научный сотрудник Института земной коры СО РАН.

## Биография
Мефодий Иванович Грудинин родился 24 июня 1929 года в деревне Грудинино Иркутского района.
В 1948 окончил среднюю школу № 11 г. Иркутска.
В 1953 окончил геологический факультет Иркутского госуниверситета по специальности «Геология» с присвоением квалификации геолога.
В 1953–1955 работал геологом в Иманской и Синанчинской геологоразведочных партиях комбината «Дальолово» Уссурийска Приморского края, затем был переведен в трест «ВостСибцветметразведка» Иркутска, в котором был назначен начальником участка в Саяно-Ленскую экспедицию. При реорганизации треста в начале 1957 был переведен в ком-плексную тематическую экспедицию Иркутского геологического управления Министерства геологии СССР, где выполнял обязанности старшего геолога тематической титановой партии.
С 1957 обучался в очной аспирантуре при Восточно-Сибирском геологическом институте СО АН СССР. По окончании аспирантуры был переведен на должность младшего научного сотрудника.
В 1964 защитил кандидатскую диссертацию на тему «Петрография Нюрундуканского и Довыренского габбро-перидотитовых массивов (Северное Прибайкалье)».
В 1968 был приглашен на кафедру минералогии и петрографии Иркутского госуниверситета и работал там старшим преподавателем, затем доцентом до 1972.
В 1972 избран на должность старшего научного сотрудника в Институт земной коры СО АН СССР. В 1982 защитил докторскую диссертацию на тему «Базит-гипербазитовые формации Байкальской складчатой области».
С 1985 являлся членом диссертационного совета по защитам докторских диссертаций при Институте земной коры СО РАН.
До 1999 – ведущий научный сотрудник в Институте земной коры СО РАН.
С 1999 работал на кафедре динамической геологии Иркутского госуниверситета, читал курс лекций «Общая геология», руководил учебной практикой и дипломными работами.
В 2002 присвоено ученое звание профессора.
Скончался 13 марта 2024 года в Иркутске на 95-м году жизни. Похоронен на кладбище деревни Новогрудинина.

## Научная деятельность
Грудинин являлся специалистом в области геологии, петрологии, геохимии и рудоносности базит-гипербазитовых комплексов. Работая в комбинате «Дальолово» и в тресте «ВостСибцветметразведка», занимался разведкой и поисками полиметаллических, оловорудных и золоторудных месторождений в Приморье и в Восточном Саяне. 
В содружестве с геологами Бурятского и Иркутского геологических управлений занимался поисками сульфидно-никелевых и золоторудных проявлений в Прибайкалье. Экспедицией «Байкалкварцсамоцветы» с участием Грудинина в 1979 было открыто уникальное месторождение белого нефрита в Средне-Витимской горной области (Северное Прибайкалье). 
В дальнейшем его научная деятельность была связана с изучением условий формирования, вещественного состава и рудоносности глубинных ультрабазит-базитовых комплексов мобильного обрамления Сибирской платформы и других аналогичных структур. 
Грудинин автор и соавтор около 200 научных публикаций, в том числе 8 монографий и 3 учебных пособий. Под его научным руководством защищено три кандидатских диссертации.

## Избранные труды
- Базит-гипербазитовые формации Саяно-Байкальской складчатой области // Динамика земной коры Восточной Сибири. – Новосибирск, 1978.[3]
- Базит-гипербазитовый магматизм Байкальской горной области. – Новосибирск, 1979.[3]
- Докембрийские ультрабазит-базитовые ассоциации Юго- Западного Прибайкалья – 1985.[3]
- Зеленокаменные и офиолитовые пояса юга Восточной Сибири // Геология и геофизика. – 1992.[3]
- Магматические формации : учеб.-метод. пособие / М. И. Грудинин, А. И.Сизых. – Иркутск, 1997. [3]
- Мобилизация золота при гранитизации габброидов // ДАН СССР. – 1979.[3]
- О распределении никеля, хрома и кобальта в габбро-перидотитовых породах бассейна р. Тыи // Геохимия – 1961.[3]
- Общая геология : учеб.-метод. пособие – Иркутск, 2003.[3]
- Общая геология : учеб.-метод. пособие – Иркутск, 2007.[3]
- Офиолиты складчатого обрамления Сибирской платформы – 1976.[3]
- Первая учебная геологическая практика : учеб.-метод. пособие – Иркутск, 2001.[3]
- Петрография Нюрундуканского и Довыренского габбро-перидотитовых массивов // Петрография Восточной Сибири – Москва, 1965.[3]
- Прибайкальский нефрит / М. И. Грудинин, А. П. Секерин // Природа. – 1976. [3]
- Раннепалеозойский Снежненский габбро-сиенитовый массив (Юго- Восточное Прибайкалье) // Геология и геофизика. – 2004.[3]
- Самородное железо в гипербазитах Шаманского массива / М. И. Грудинин, А. П. Секерин // ДАН СССР. – 1979.[3]
- Тектонический меланж в Джидинском гипербазитовом поясе // Механизм формирования тектонических структур. – Новосибирск, 1977.[3]
- Ультрабазит-базитовые ассоциации раннего докембрия : монография – Новосибирск, 1986.[3]
- Ультрабазит-базитовые комплексы района нижнего течения р. Селенга // ДАН. – 1999.[3]
- Мои воспоминания. – Иркутск, 2005.[1]
- Варварин лесик. – Иркутск, 2007.[1]

## Награды
- Заслуженный ветеран СО РАН (1986)[1]
- Медаль «Ветеран труда» (1984)[1]
- Знак Всесоюзного общества «Знание» за активную просветительскую работу (1989)[1]
- Почетный знак СО РАН «Серебряная сигма» (2007)[1]
- Почетные грамоты СО АН СССР (1984) [1]
- Почетные грамоты Республики Бурятия (1999)[1]